# Prix Macky-Sall pour le dialogue en Afrique
Le prix Macky-Sall pour le dialogue en Afrique (PMSDA) est une récompense qui honore et encourage toutes initiatives de dialogue politique et social en Afrique. Il a été lancé le 2 juin 2016, par Deo Hakizimana par le Centre de recherche et d’information pour le développement (CIRID).
Le PMSDA porte le nom de Macky Sall pour ses différentes initiatives pour le dialogue.

## Histoire
Le PMSDA a été lancé le 2 juin 2016, par Deo Hakizimana, un ancien enseignant, journaliste et diplomate burundais, qui dirige le Centre indépendant de recherche et initiative pour dialogue (CIRID). Il est également à la tête de la plateforme de la société civile pour la vérité et la réconciliation au Burundi.
Basée à Genève, le CIRID est une institution qui bénéficie d’un statut consultatif auprès des Nations unies,.
Le tout premier prix de la première édition a été décerné au Mogho Naba Baongo II, le 21 décembre 2017 à Ouagadougou, capitale du Burkina Faso.
La deuxième édition, celle de 2019 a attribué le trophée à Mama Ngina Kenyatta le 11 décembre 2020, au Musée des civilisations noires, Dakar au Sénégal,.

## Prix

### Montant
Le lauréat reçoit un prix composé d’un trophée, d’une médaille et d’une somme de 50 000 euros,

## Lauréats
- 2017: Sa Majesté Mogho Naba Baongo II[6]
- 2019: Ngina Kenyatta[8]